# Liviu Mureșanu
Liviu Mureșanu (n.  ?) a fost un pilot român de aviație, as al Aviației Române din cel de-al Doilea Război Mondial.
Sublocotenentul av. Liviu Mureșanu a fost decorat cu Ordinul Virtutea Aeronautică cu spade, clasa Crucea de Aur cu prima și a doua baretă și clasa Cavaler (toate trei la 16 februarie 1944) „pentru curajul și vitejia dovedită în luptele aeriene cu vânătoarea inamică, doborând 6 avioane. A executat 120 misiuni pe front. A luptat singur contra șapte avioane inamice, reușind să țină la distanță 20 avioane inamice, care atacau bombardierele noastre”.

## Decorații
- Ordinul „Virtutea Aeronautică” cu spade, clasa Crucea de Aur cu o baretă (16 februarie 1944)[1]
- Ordinul „Virtutea Aeronautică” cu spade, clasa Crucea de Aur cu 2 barete (16 februarie 1944)[1]
- Ordinul „Virtutea Aeronautică” cu spade, clasa Cavaler (16 februarie 1944)[1]